# Roger de Gontaut-Biron
Roger de Gontaut-Biron, né à Paris 7e le 25 avril 1884 et mort à Nogent-le-Rotrou le 11 décembre 1944, est un historien français.

## Biographie
Roger de Gontaut Biron est le fils du comte Stanislas de Gontaut Biron, conseiller général du Gers, et de Jacqueline de Mailly-Chalon.
Durant la Première Guerre mondiale, il sert successivement dans plusieurs régiments et est gravement blessé en 1917. il reçoit la Croix de guerre.
En 1918, il est chef de cabinet en Syrie du haut-commissaire en Syrie et en Palestine, François Georges-Picot, et y noue de nombreux contacts avec des personnalités locales. À l'issue d'un  autre voyage d'études et de missions officielles en Syrie, alors sous mandat français, en 1927, il publie son ouvrage sur la Syrie, récompensé par l'Académie Française.
Il publie aussi d'autres ouvrages, dont une biographie de son parent, le duc de Lauzun.

### Mariage et descendance
Roger de Gontaut Biron épouse à Paris en 1912 Gabrielle de Bourbon (1893-1984), sœur de la duchesse de Parme, fille de Georges de Bourbon Busset, comte de Lignières, et de Jeanne de Kerret. Il en eût deux filles :
- Elyane de Gontaut Biron (1913-1986), mariée en 1934 avec le comte Aymard de Dampierre ;
- Micheline de Gontaut Biron  (1917-2017), mariée en 1942 avec  le prince Philippe de Mérode[3]

## Publications
- L'Alsace, conférence prononcée au cercle du Luxembourg, le 24 février 1911 (1911)
- Les Reflets et les rêves (1912)
- Comment la France s'est installée en Syrie (1918-1919) (1922)

- Prix d’Académie 1923 de l’Académie française
- D'Angora à Lausanne, les étapes d'une déchéance (1924)
- Sur les routes de Syrie, après neuf ans de mandat (1928)

- Prix de Joest 1929 de l’Académie française
- Un célèbre méconnu - Le duc de Lauzun (1747-1793), 1937, Paris, Plon, un volume in 8°, 375 p., préface du général Weygand ;

- Prix Jean-Jacques-Berger 1937 de l’Académie française
- Armand de Gontaut, premier Maréchal de Biron, 1524-1592 (1950)